# Pipizella dentata
Pipizella dentata är en tvåvingeart som beskrevs av Violovitsh 1981. Pipizella dentata ingår i släktet rotlusblomflugor, och familjen blomflugor. Inga underarter finns listade i Catalogue of Life.